# كبير الأذنة
كبير الأَذَنَة (الاسم العلمي: Magnistipula)، جنس نباتات من فصيلة البلوطية الذهبية وُصف بأنه جنس في عام 1905. موطنه الأصلي إفريقيا الاستوائية ومدغشقر.
الأنواع
1. Magnistipula bimarsupiata Letouzey - الغابون
2. Magnistipula butayei De Wild. - من ليبيريا إلى مالاوي
3. Magnistipula cerebriformis (Capuron) F.White - مدغشقر
4. Magnistipula conrauana هاينريش غوستاف أدولف إنغلر -الكاميرون
5. Magnistipula cuneatifolia Haum. - الكاميرون، الغابون
6. Magnistipula cupheiflora Mildbr. -الكاميرون، الغابون، سيراليون
7. Magnistipula devriesii Breteler - الغابون
8. Magnistipula glaberrima Engl. -الغابون، الكاميرون
9. Magnistipula multinervia Burgt - الكاميرون
10. Magnistipula sapinii De Wild. - محافظة كاتانغا، أنغولا، زامبيا
11. Magnistipula tamenaka (Capuron) F.White - مدغشقر
12. Magnistipula tessmannii (Engl.) Prance - من نيجيريا إلى جمهورية الكونغو الديمقراطية
13. Magnistipula zenkeri Engl. - من غينيا إلى غينيا الاستوائية